# Георги Тосунов
Георги Н. Тосунов е български революционер, участник в Априлското въстание.

## Биография
Роден е в Копривщица. Прехраната си изкарва като търговец в Абисиния.
В навечерието на планираното въстание, на 19 април 1876 година в Копривщипа пристигат полицаи, предвождани от кърсердарина Неджип Ага. Каблешков и другите ръководители на местния революционен комитет решават вечерта, ако започнат арести, да обявят въстание. На 20 април пръв е арестуван Георги Тосунов, тъй като държи кафене на пазара, тъкмо срещу конака. След това са направени опити за арест на Брайко Енев и Петко Бояджиев, но те успяват да се укрият.
След обявяването на въстанието на 20 април били поставени охранителни отряди на ключови за отбраната на селото места. На пътя за село Стрелча има 50 – 60 души, на пътя за село Крастово (Кръстово), в околностите на река Меде дере, има охрана от 70 – 80 души, с четоводец Никола Гайтанек в района на Мънгъров камък. На пътя за Карлово при върха Света Петка има 20 – 30 души, а на връх Свети Илия има 70 – 80 души, с главатар Георги Тосунов. По-малки охранителни звена са разположени и на други места. Чета с повече от 250 четници била готова да брани пътя за Златица с водач Цоко Будин.
През Светлата неделя на 9 април 1876 г. лагерът на копривщенските чорбаджии – туркофили се събира на съвет в дома на Петко Кесяков – Моллата. На това съвещание се взима решение да се направи донос, който да се занесе на мютесарифина във Пловдив от Черню Илиев Керимикчийски. Куриерът, за тяхно съжаление, заедно с коня си пада по пътя в един дол и премазан, остава да се цери в село Крастово, където имал чифлик. В последващите събития той отказва да довърши задачата си. Георги Тосунов, Тодор Каблешков и д-р Спас Иванов правят опит да предотвратят предателство, но въпреки това то става в Златица.
Тосунов е заловен и затворен в храм „Свети Николай“.